# Aleksander Główczewski
Aleksander Główczewski (ur. 1966, zm. 9 lipca 2015) – polski teoretyk literatury, doktor habilitowany.

## Życiorys
Aleksander Główczewski urodził się w 1966. Studiował filologię polską na Uniwersytecie Mikołaja Kopernika w Toruniu. 11 kwietnia 2000 uzyskał doktorat na podstawie rozprawy zatytułowanej Poetyka i pragmatyka "rozmów z ..., a habilitację 15 maja 2015 dzięki pracy pt. Komizm w literaturze. Studia w perspektywie komunikacyjnej. Pełnił funkcję adiunkta na Wydziale Filologicznym Uniwersytetu Mikołaja Kopernika w Instytucie Literatury Polskiej.